# شهنيز (مارغون)
شهنیز (بالفارسية: شهنیز) هي قرية تقع في إيران في قسم مارغون الريفي. يقدر عدد سكانها بـ 781 نسمة بحسب إحصاء 2016.